# World (Bee Gees)
"World" is een nummer van het Britse trio Bee Gees.
Het nummer is in 1967 op single uitgebracht in Europa en het volgende jaar opgenomen op het album Horizontal. Hoewel het een grote hit was in Europa, bracht de platenmaatschappij het niet uit in de Verenigde Staten.
De eerste opnamesessie van het nummer was op 3 oktober 1967. Die dag werden ook "With the Sun in My Eyes" en "Words" opgenomen. De laatste opnamesessie was op 28 oktober 1967. Oorspronkelijk was "World" gepland zonder orkest en werd het opgenomen op vier tracks, waaronder een piano gespeeld door Maurice en orgel gespeeld door Robin. Later werd besloten om een orkest toe te voegen. De vier tracks werden gemixt tot één track en het orkest werd toegevoegd aan een tweede track. Vanwege de technologische beperkingen van de tijd, had deze mix gevolgen voor het stereo-geluid van de single. In 1990 werd daarom een nieuwe stereomix gemaakt voor de boxset Tales from the Brothers Gibb. 
Het nummer stond in de Nederlandse Top 40 drie weken op nummer 1. Ook in Duitsland werd die positie behaald. In Vlaanderen bereikte World de derde plek. Het nummer werd ook een top tien hit in Australië, Denemarken, Duitsland, Finland, Italië, Nieuw-Zeeland, Noorwegen, Oostenrijk, Spanje, het VK, Zwitserland, en Zweden.

## Bezetting
- Barry Gibb – leadzang, slaggitaar
- Robin Gibb – Hammond-orgel, zang
- Maurice Gibb – bas, piano
- Vince Melouney - leadgitaar
- Colin Petersen – drums
- Bill Shepherd – orkestarrangement

## Hitnoteringen

### Nederlandse Top 40
| Hitnotering: 23-12-1967 t/m 16-03-1968 | Hitnotering: 23-12-1967 t/m 16-03-1968 | Hitnotering: 23-12-1967 t/m 16-03-1968 | Hitnotering: 23-12-1967 t/m 16-03-1968 | Hitnotering: 23-12-1967 t/m 16-03-1968 | Hitnotering: 23-12-1967 t/m 16-03-1968 | Hitnotering: 23-12-1967 t/m 16-03-1968 | Hitnotering: 23-12-1967 t/m 16-03-1968 | Hitnotering: 23-12-1967 t/m 16-03-1968 | Hitnotering: 23-12-1967 t/m 16-03-1968 | Hitnotering: 23-12-1967 t/m 16-03-1968 | Hitnotering: 23-12-1967 t/m 16-03-1968 | Hitnotering: 23-12-1967 t/m 16-03-1968 | Hitnotering: 23-12-1967 t/m 16-03-1968 | Hitnotering: 23-12-1967 t/m 16-03-1968 |
| Week                                   | 1                                      | 2                                      | 3                                      | 4                                      | 5                                      | 6                                      | 7                                      | 8                                      | 9                                      | 10                                     | 11                                     | 12                                     | 13                                     |                                        |
| -------------------------------------- | -------------------------------------- | -------------------------------------- | -------------------------------------- | -------------------------------------- | -------------------------------------- | -------------------------------------- | -------------------------------------- | -------------------------------------- | -------------------------------------- | -------------------------------------- | -------------------------------------- | -------------------------------------- | -------------------------------------- | -------------------------------------- |
| Nummer                                 | 4                                      | 2                                      | 2                                      | 1                                      | 1                                      | 1                                      | 2                                      | 4                                      | 4                                      | 13                                     | 19                                     | 25                                     | 34                                     | uit                                    |

### Parool Top 20
| Hitnotering: 23-12-1967 t/m 02-03-1968 | Hitnotering: 23-12-1967 t/m 02-03-1968 | Hitnotering: 23-12-1967 t/m 02-03-1968 | Hitnotering: 23-12-1967 t/m 02-03-1968 | Hitnotering: 23-12-1967 t/m 02-03-1968 | Hitnotering: 23-12-1967 t/m 02-03-1968 | Hitnotering: 23-12-1967 t/m 02-03-1968 | Hitnotering: 23-12-1967 t/m 02-03-1968 | Hitnotering: 23-12-1967 t/m 02-03-1968 | Hitnotering: 23-12-1967 t/m 02-03-1968 | Hitnotering: 23-12-1967 t/m 02-03-1968 | Hitnotering: 23-12-1967 t/m 02-03-1968 | Hitnotering: 23-12-1967 t/m 02-03-1968 |
| Week                                   | 1                                      | 2                                      | 3                                      | 4                                      | 5                                      | 6                                      | 7                                      | 8                                      | 9                                      | 10                                     | 11                                     |                                        |
| -------------------------------------- | -------------------------------------- | -------------------------------------- | -------------------------------------- | -------------------------------------- | -------------------------------------- | -------------------------------------- | -------------------------------------- | -------------------------------------- | -------------------------------------- | -------------------------------------- | -------------------------------------- | -------------------------------------- |
| Nummer                                 | 4                                      | 1                                      | 1                                      | 1                                      | 1                                      | 1                                      | 3                                      | 5                                      | 5                                      | 13                                     | 18                                     | uit                                    |

### NPO Radio 2 Top 2000
| Nummer met noteringen in de NPO Radio 2 Top 2000 | '00  | '01 | '02  | '03  | '04  | '05  | '06  | '07  | '08  | '09  | '10  |
| ------------------------------------------------ | ---- | --- | ---- | ---- | ---- | ---- | ---- | ---- | ---- | ---- | ---- |
| World                                            | 1158 | 946 | 1589 | 1488 | 1595 | 1829 | 1727 | 1955 | 1687 | 1979 | 1837 |

1. ↑  Een vetgedrukt getal geeft de hoogste notering aan.
2. ↑  2000 was het eerste jaar met een notering voor dit nummer.
3. ↑  Deze tabel is bijgewerkt tot en met de laatste editie (2024).